# Dracaena pendula
Dracaena pendula là một loài thực vật có hoa trong họ Măng tây. Loài này được Ridl. mô tả khoa học đầu tiên năm 1900.